# أساسنز كريد يونيتي
أساسنز كريد يونيتي  (بالإنجليزية: Assassin's Creed Unity) هي لعبة فيديو نوع أكشن-مغامرات وعالم مفتوح، تم تطويرها من قبل يوبي سوفت مونتريال وهي من نشر يوبي سوفت وصدرت في 28 أكتوبر 2014، وهي متوفرة على أجهزة مايكروسوفت ويندوز وبلاي ستيشن 4 وإكس بوكس ون. اللعبة هي الجزء الرئيسي الثامن في سلسلة أساسنز كريد. تقع أحداثها في باريس خلال الثورة الفرنسية.
اللعبة من منظور الشخص الثالث، حيث يتحكم اللاعب بالشخصية الرئيسية خلال اللعب الفردي بالإضافة لوجود طور لعب تعاوني للمرة الأولى في السلسلة وبعدد أقصى أربعة لاعبين.

## مقدمة
تركز القصة على «أرنو دوريان» ورفاقه من الأساسنز وجهودهم الرامية إلى كشف القوى الحقيقية وراء الثورة الفرنسية.

## قصة اللعبة
أساسنز كريد يونيتي هو الجزء السابع في تسلسل هذه اللعبة وهو مكمل لأحداث الجزء السابق أساسنز كريد IV: بلاك فلاغ والمكمل أيضا بالجزء أساسنز كريد روغ الذي صدر حصريا على أجهزة إكس بوكس 360 وبلاي ستيشن 3 وتدور القصة حول مجموعة من الثوار أثناء قيام الثورة الفرنسية وبالتحديد في مدينة باريس وسيكون البطل هو «أرنو دوريان» الذي سيوضح الأسباب الحقيقة وراء قيام الثورة الفرنسية.

البطل أرنو رجل فرنسي الأصل وولد في مدينة فرساي (بالإنجليزية: Versailles) وقد تم قتل والده وتم تبنيه من أسرة ذات منصب عالي في البلاد وبناء علي ذلك يتم اغتيال أبيه بالتبني أيضا، لذلك ينضم إلي الأساسنز ويتم ترقيته مثل أسلافه بالأجزاء السابقة الطائر بن لا أحد وإيزيو أوديتوري وعلي الجانب العاطفي للبطل سنجده يعشق الفتاة إليز دي لاسري (بالفرنسية: Élise de la Serre) وهي ابنه دي لاسري الذي تبنى أرنو، لذلك سيكون مسعى البطل أرنو البحث عن قاتل أباه بالتبني ووالد إليز.

## أسلوب اللعبة
تعتمد اللعبة علي نظام المبارزة وكذلك عادت الأسلحة القديمة كما سيعود أيضا النصل في هذا الجزء، كما تعتمد اللعبة علي نظام شراء المهارات وترقيتها لتحسين مستوى البطل في القتال والتسلق وخلافه، كما أعتمد هذا الجزء علي الحشود الكبيرة التي تجعلك تقوم بسرقتهم أو مطاردة النشالين الذين يسرقون الناس، كما تستمر اللعبة في الاعتماد علي أسلوب الخلسة الذي يجعلك تقتل الأعداء دون أن يشعر بك أحد أو تتبع بعض القادة دون أن يشعروا بك كما سنجد أن أسلوب التخفي والاستفادة من البيئة كما هو.
يقدم هذا الجزء نمط اللعب التعاوني عبر الإنترنت ويمكنك أن تزور الحانات من أجل تفعيل المحور الاجتماعي باللعبة حيث تشاهد عدد اللاعبين الذين يلعبون في هذا الوقت معك وستجد اللاعب المتواجد بأن لاعبه يبدو كالشبح فأقترب منه وأطلب منه أن ينضم إلي مهمتك، علي أن يكون عدد المنضمين إلي مهمتك لا يتعدى الأربع لاعبين مع العلم أن بعض المهام تتطلب أن تجد أصدقاء لكي تستطيع إنهائها كما ستجد بعض المهام التي تستطيع إنهائها بمفردك، وهذا النمط تم الإعلان عنه خلال معرض الترفيه الإلكتروني 2014 من قبل المدير المبدع للعبة ألكسندر أمانسيو والمدير التقني جيمس ثيرين.

عالم اللعبة (مدينة باريس)

## التطوير
| استقبال |                            |
| --- | -------------------------- |
| الدرجات الإجمالية المجموع نقاط غيم رانكينغز (PS4) 79.13% [ 4 ] (XONE) 75.64% [ 5 ] ميتاكريتيك (PS4) 81/100 [ 6 ] (XONE) 76/100 [ 7 ] نتائج المراجعة نشرة نقاط دستركتويد 7/10 [ 8 ] يورو غيمر 7/10 [ 9 ] غيم إنفورمر 8/10 [ 10 ] غيم سبوت 7/10 [ 11 ] غيمز رادار [ 12 ] آي جي إن 7.8/10 [ 13 ] جويستيك [ 14 ] مجلة إكس بوكس الرسمية (المملكة المتحدة) 8/10 [ 15 ] بوليغون 6.5/10 [ 16 ] فيديو غيمر.كوم 8/10 [ 17 ] ديجيتال سباي [ 18 ] ديجيتال تريندس [ 19 ] ديلي ميرور [ 20 ] Stuff [ 21 ] ذي إندبندنت [ 22 ] تايم (مجلة) 3/5 [ 23 ] Tom's Guide [ 24 ] Trusted Reviews 9/10 [ 25 ] يورو جيمر [ 26 ] |                            |
| الدرجات الإجمالية |                            |
| المجموع | نقاط                       |
| غيم رانكينغز | (PS4) 79.13% (XONE) 75.64% |
| ميتاكريتيك | (PS4) 81/100 (XONE) 76/100 |
| نتائج المراجعة |                            |
| نشرة | نقاط                       |
| دستركتويد | 7/10                       |
| يورو غيمر | 7/10                       |
| غيم إنفورمر | 8/10                       |
| غيم سبوت | 7/10                       |
| غيمز رادار | [ 12 ]                     |
| آي جي إن | 7.8/10                     |
| جويستيك | [ 14 ]                     |
| مجلة إكس بوكس الرسمية (المملكة المتحدة) | 8/10                       |
| بوليغون | 6.5/10                     |
| فيديو غيمر.كوم | 8/10                       |
| ديجيتال سباي | [ 18 ]                     |
| ديجيتال تريندس | [ 19 ]                     |
| ديلي ميرور | [ 20 ]                     |
| Stuff | [ 21 ]                     |
| ذي إندبندنت | [ 22 ]                     |
| تايم (مجلة) | 3/5                        |
| Tom's Guide | [ 24 ]                     |
| Trusted Reviews | 9/10                       |
| يورو جيمر | [ 26 ]                     |

أول صورة تم تسريبها للعبة كانت في 19 مارس 2014 يظهر فيها أساسنز جديد في باريس، بعدها في 21 مارس أكدت شركة يوبي سوفت وجود اللعبة وأن قد مضى على تطويرها أكثر من ثلاث سنوات. يوبي سوفت مونتريال هو الأستوديو الرئيسي المطور للعبة مع تطوير إضافي من يوبي سوفت تورنتو، يوبي سوفت أوكرانيا، يوبي سوفت شانغهاي، يوبي سوفت رومانيا، يوبي سوفت كيبيك، يوبي سوفت تشنغدو ويوبي سوفت آنسي.

## روابط خارجية
- أساسنز كريد يونيتي على موقع IMDb (الإنجليزية)